# Shirley Frye
Shirley M. Frye (née Urban) é uma matemática estadunidense, especialista em educação matemática. Foi presidente do National Council of Supervisors of Mathematics e do National Council of Teachers of Mathematics.

## Formação e carreira
Frye obteve um grau de bacharel no Thiel College (1951) e um mestrado na Universidade Estadual do Arizona. No Thiel College um de seus mentores foi o professor de matemática Nathan Harter.
Trabalhou durante 40 anos como professora de matemática, aposentando-se em 1991. Em 1965 apresentou uma série educacional de televisão sobre matemática, no canal KAET da Universidade Estadual do Arizona.

## Trabalho
Entrou pela primeira vez no National Council of Teachers of Mathematics (NCTM) em 1973, enquanto trabalhava para o Scottsdale Unified School District no Arizona, e serviu como presidente de 1988 a 1990. Sob sua presidência o NCTM publicou um relatório pedindo mais ênfase no raciocínio sobre a aprendizagem mecânica na educação matemática do ensino fundamental e médio, para a incorporação de calculadoras no trabalho em sala de aula, e para maiores conexões com problemas práticos do dia a dia. Ela foi citada no Reader's Digest como desdenhosa da habilidade matemática inata em matemática, dizendo "qualquer um pode adquirir confiança em matemática se for devidamente instruído".
Frye foi presidente do National Council of Supervisors of Mathematics de 1981 a 1983. Também atuou no Mathematical Sciences Education Board do National Research Council e, como parte desse serviço, ajudou na autoria de uma série de livros didáticos de matemática para escolas primárias.

## Reconhecimento
O Thiel College a nomeou como ex-aluno distinto do ano 1976. O National Council of Supervisors of Mathematics concedeu-lhe o Glenn Gilbert National Leadership Award em 1986. Frye foi a recipiente inaugural do Prêmio Louise Hay da Association for Women in Mathematics, em 1991. Recebeu o Lifetime Achievement Award de 2002 do National Council of Teachers of Mathematics.